# Arquitetura da Suécia

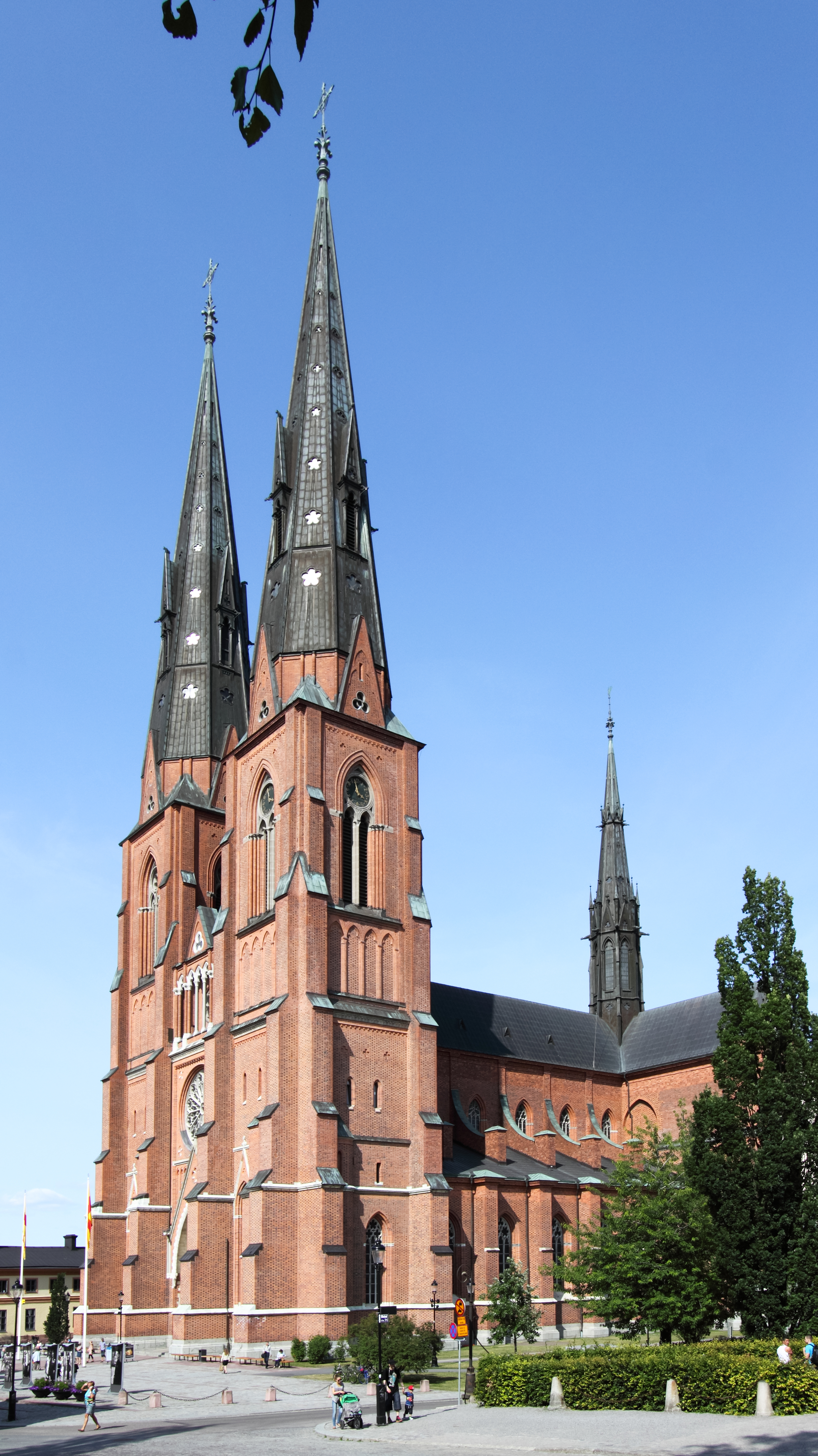
Catedral de Uppsala, erigida nos séculos XIII-XV, combina tradições suecas com influências francesas e alemãs.

A arquitetura na Suécia combina tradições suecas com impulsos vindos do exterior. As influências vieram da Europa e mais recentemente dos Estados Unidos. De uma forma geral, essas influências chegaram tarde e foram adaptadas ao gosto e tradições do país. Assim, o neoclassicismo virou  estilo gustaviano (Gustaviansk stil), o estilo império ficou estilo Carlos João (Karl Johanstil), e o modernismo desembocou no funcionalismo (funktionalism).

## Periodização

### Idade Média
A Idade Média na arquitetura sueca foi dominada por dois estilos - o românico e o gótico. O estilo românico dominou a cena arquitetônica nos séculos XI e XII, tendo como seu melhor expoente a Catedral de Lund. As igrejas eram agora construídas em pedra, com paredes grossas e janelas e portas providas de arcos redondos.  A maioria da igrejas suecas da Idade Média foram todavia construídas seguindo o estilo gótico, dominante a partir do século XIII, como é o caso da Catedral de Uppsala, da Catedral de Skara e da Catedral de Linköping. Este estilo caracterizou a arquitetura do país até à chegada do estilo renascentista, no século XVI.

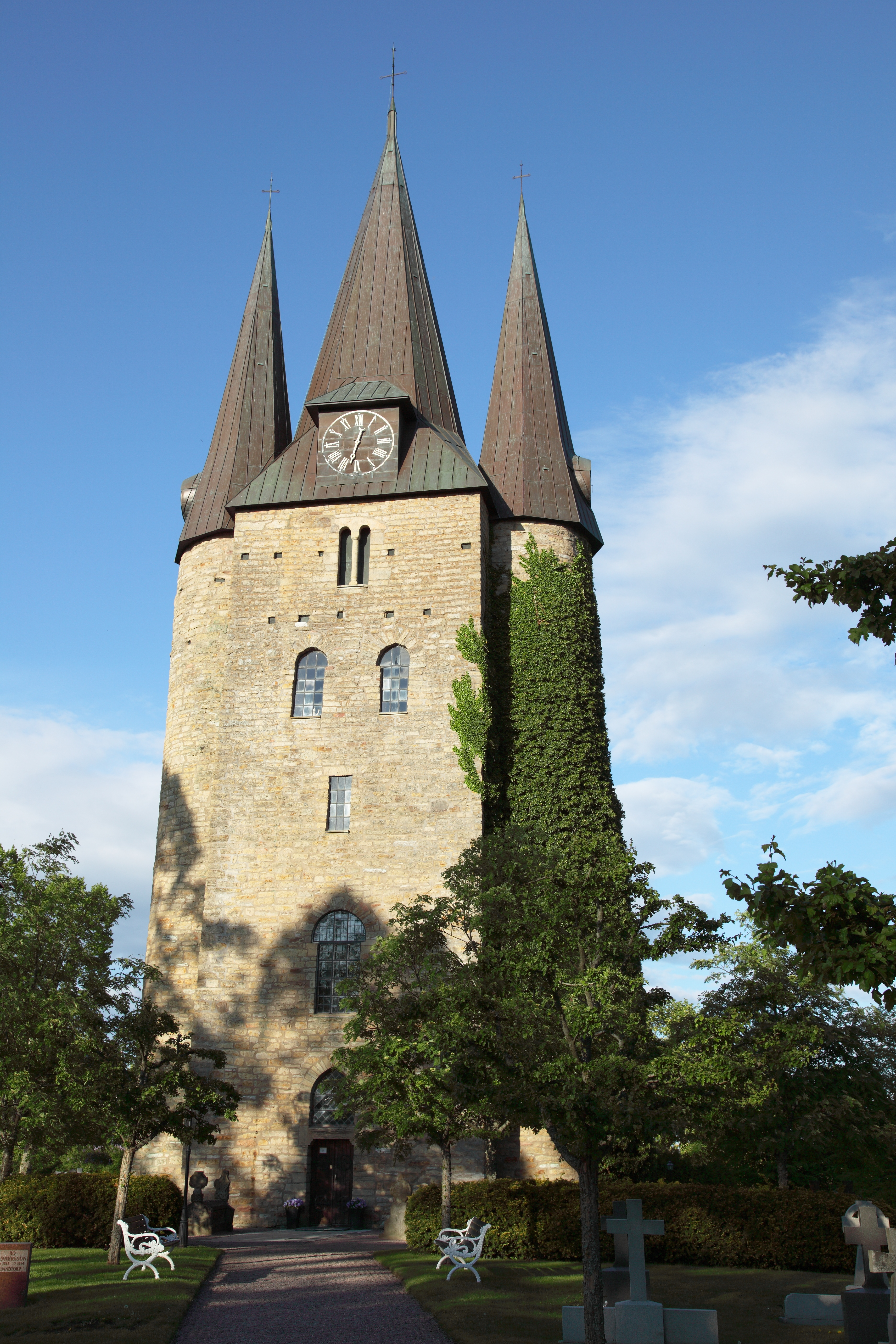
Igreja de Husaby (século XI). Estilo românico de Husaby, Götene
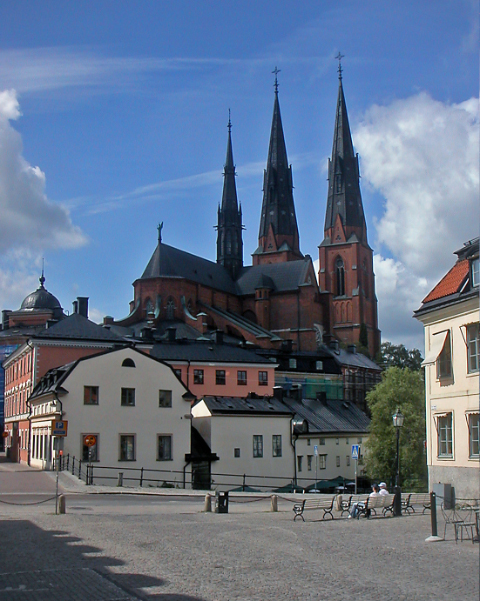
Catedral de Uppsala (século XV). Estilo gótico em tijolo de Uppsala
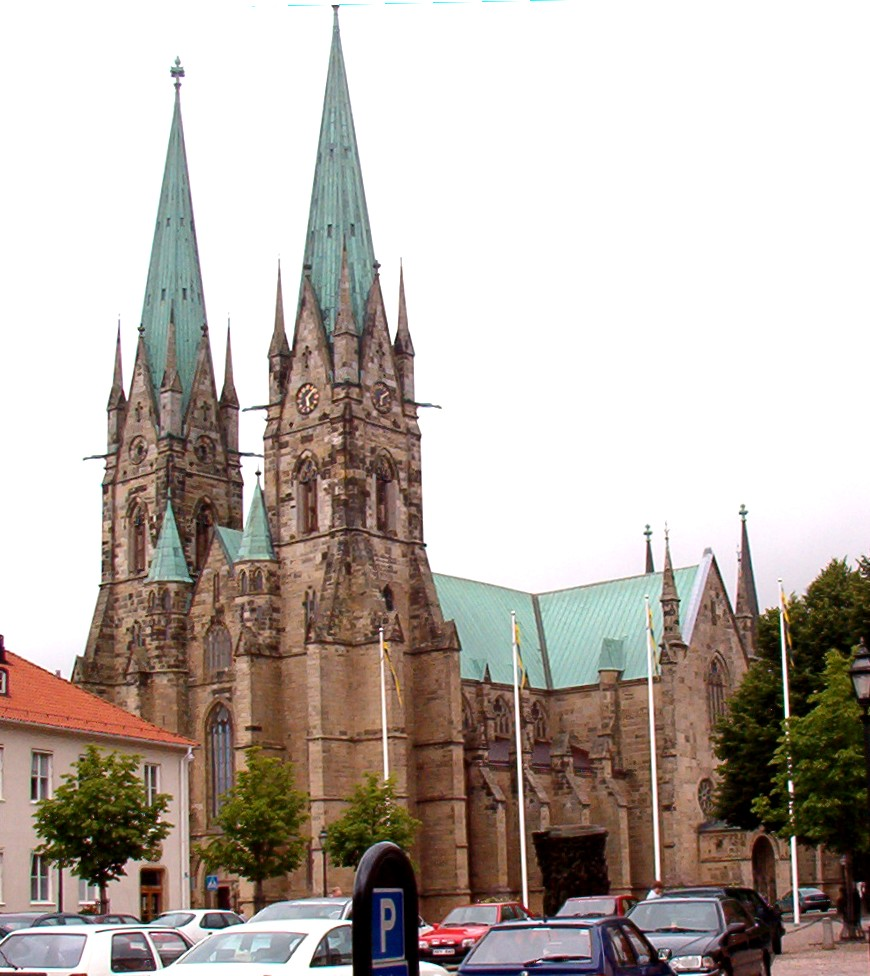
Catedral de Skara (século XIV) Estilo gótico de Skara

### Renascimento
O estilo renascentista chegou à Suécia no século XVI, na época da Dinastia de Vasa, vindo da Itália e da França. Os arquitetos da época aspiravam à simplicidade e à luminosidade. Entre as obras realizadas nesta altura estão o Castelo de Kalmar, o Castelo de Vadstena e o Castelo de Gripsholm.

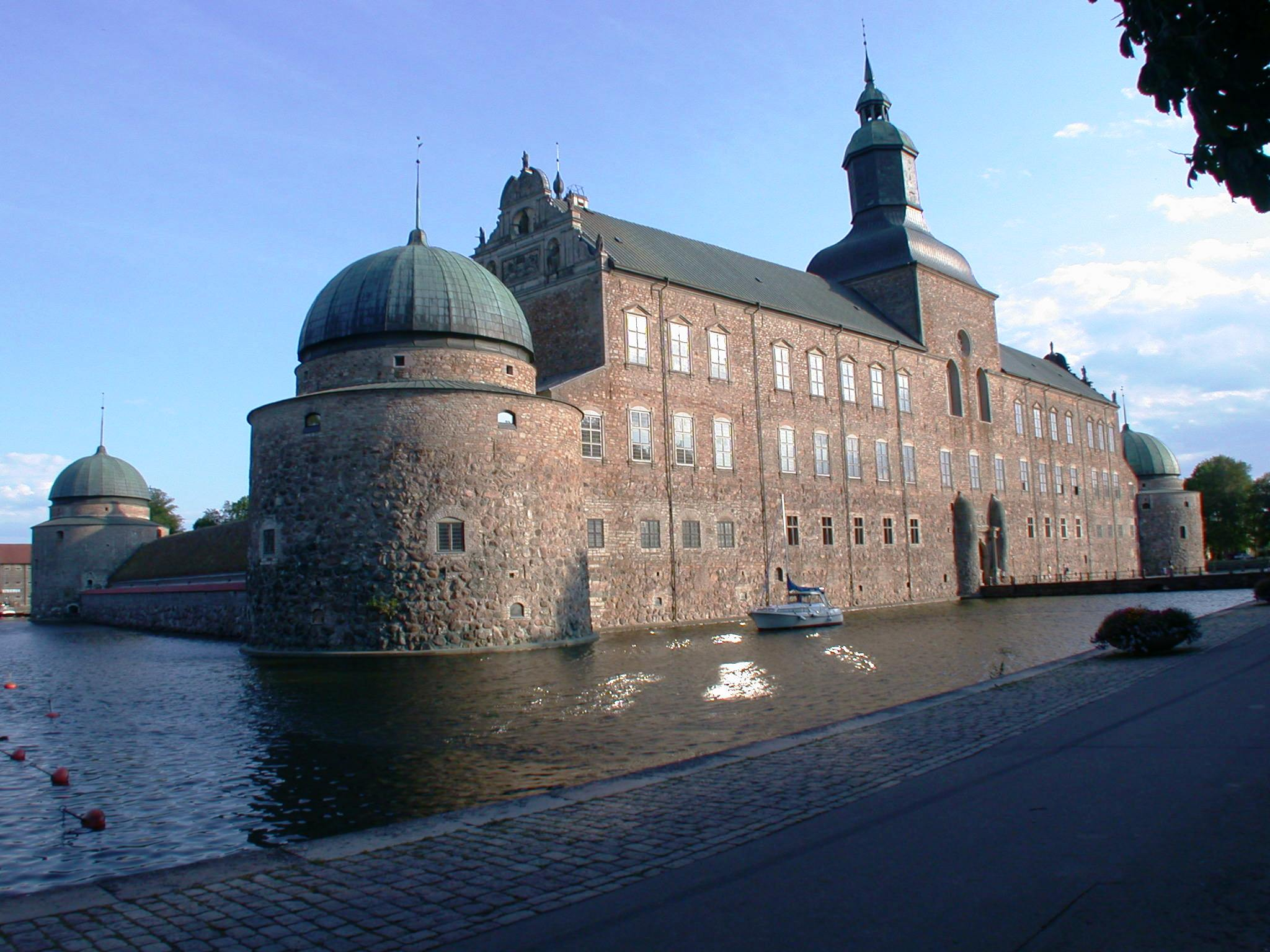
Castelo de Vadstena século XVI Vadstena
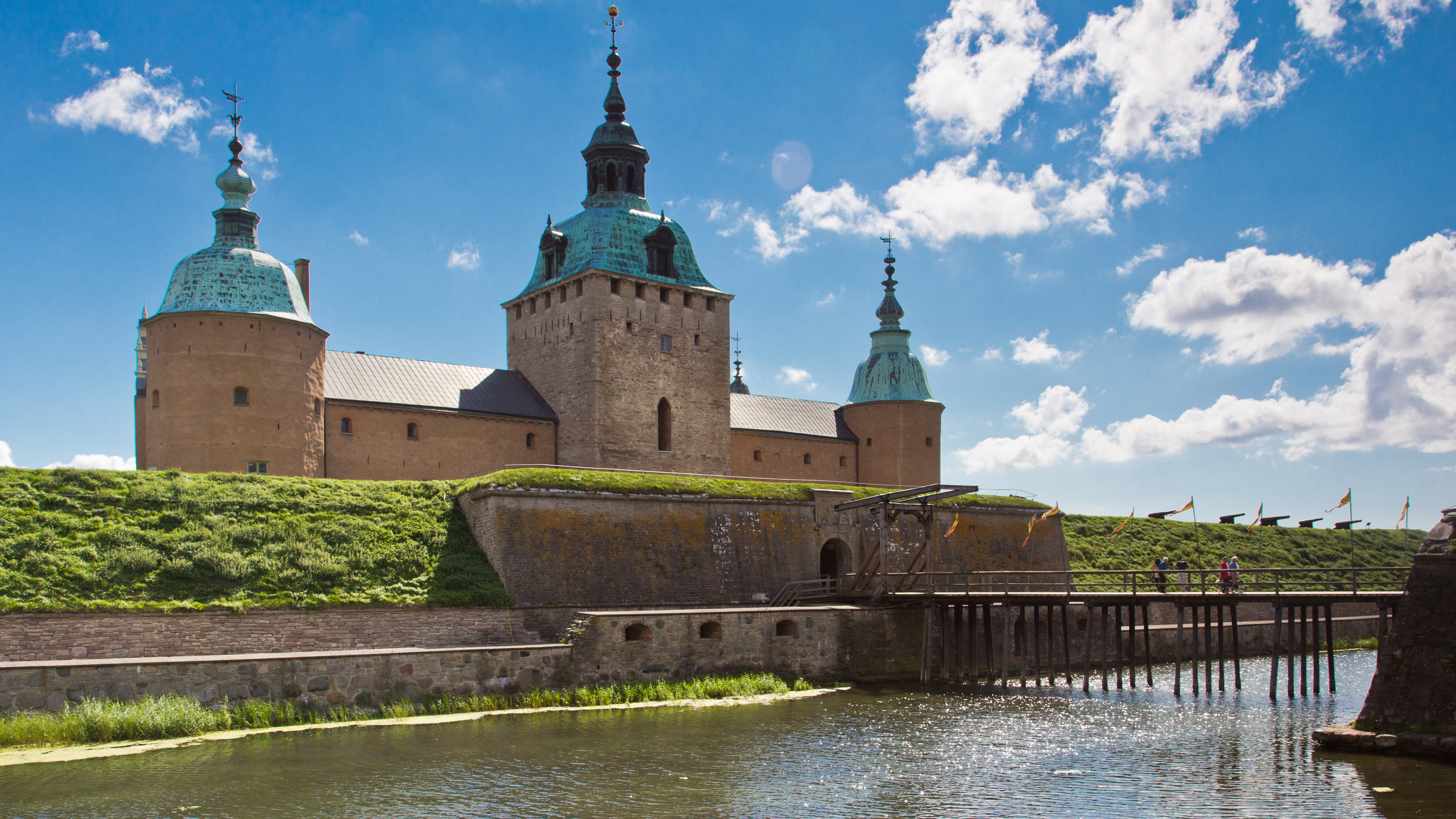
Castelo de Kalmar século XVI Kalmar
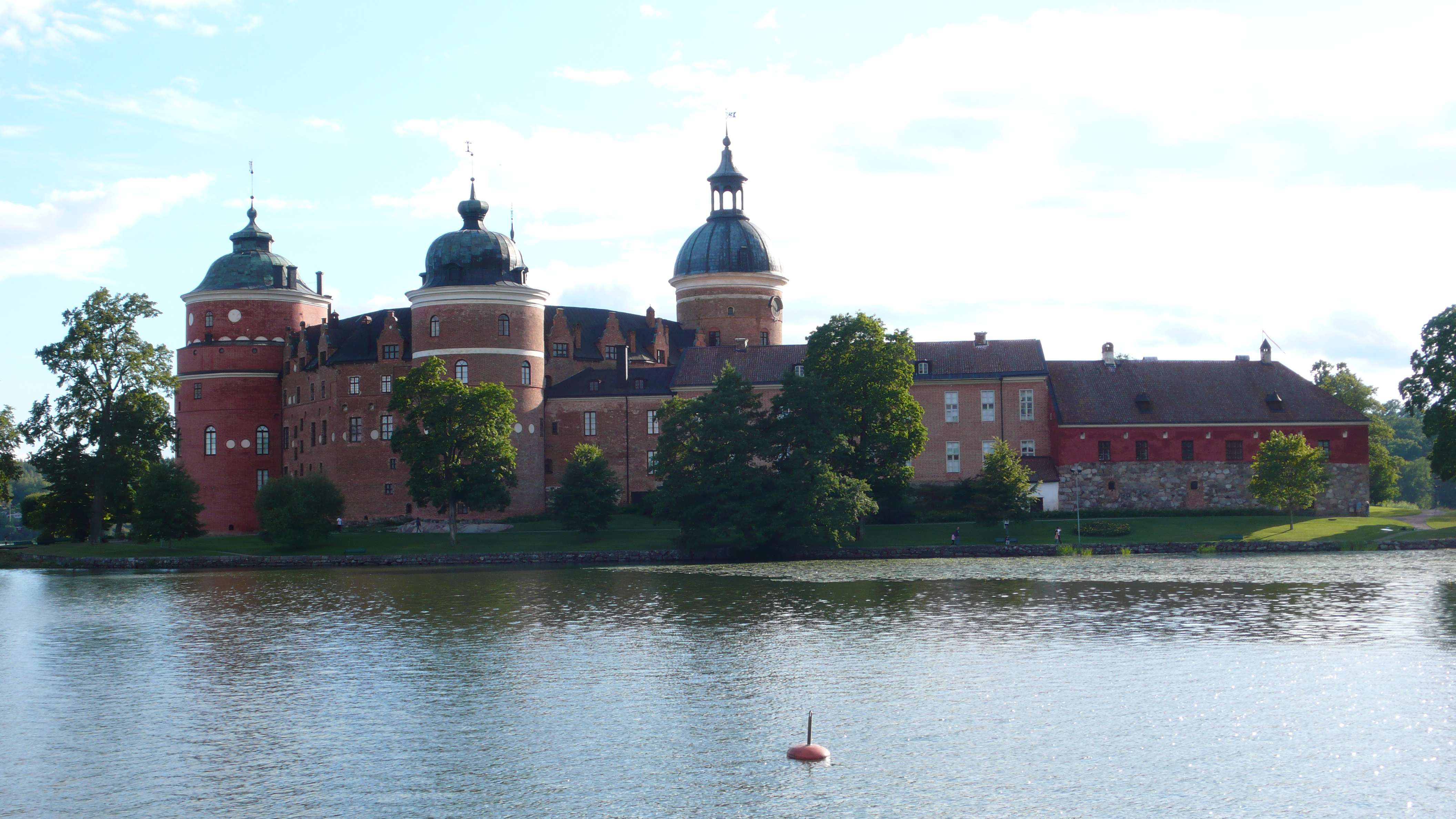
Castelo de Gripsholm século XVI Mariefred

### Barroco
Entre 1640 e 1740 - na Era do Império Sueco (Stormaktstiden) - a casa real e a nobreza mandaram erigir palácios magnificentes em estilo barroco, refletindo a posição da Suécia como grande potência regional do Norte da Europa.
Inicialmente foram contratados empreiteiros alemães e holandeses. A pouco e pouco apareceram arquitetos suecos, e as fontes de inspiração passaram a ser francesas e italianas.
Entre os principais arquitetos da época, estão Nicodemus Tessin, o Velho (autor do Palácio de Drottningholm e do Palácio de Skokloster), e Nicodemus Tessin o Jovem (autor do Palácio Real de Estocolmo e da Catedral de Kalmar).

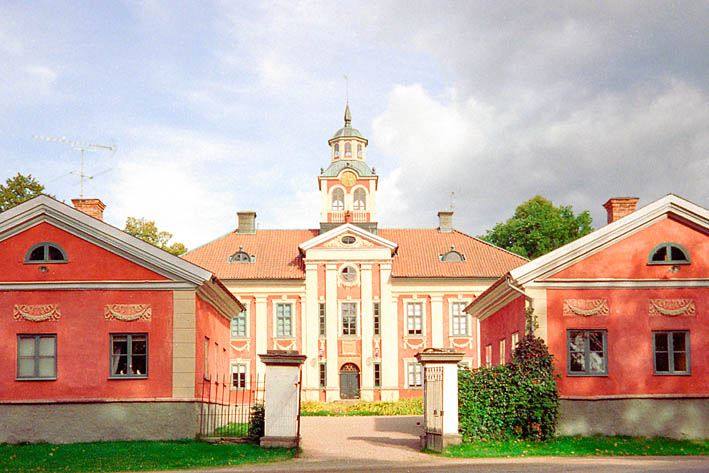
Palácio de Mariedal século XVII Götene
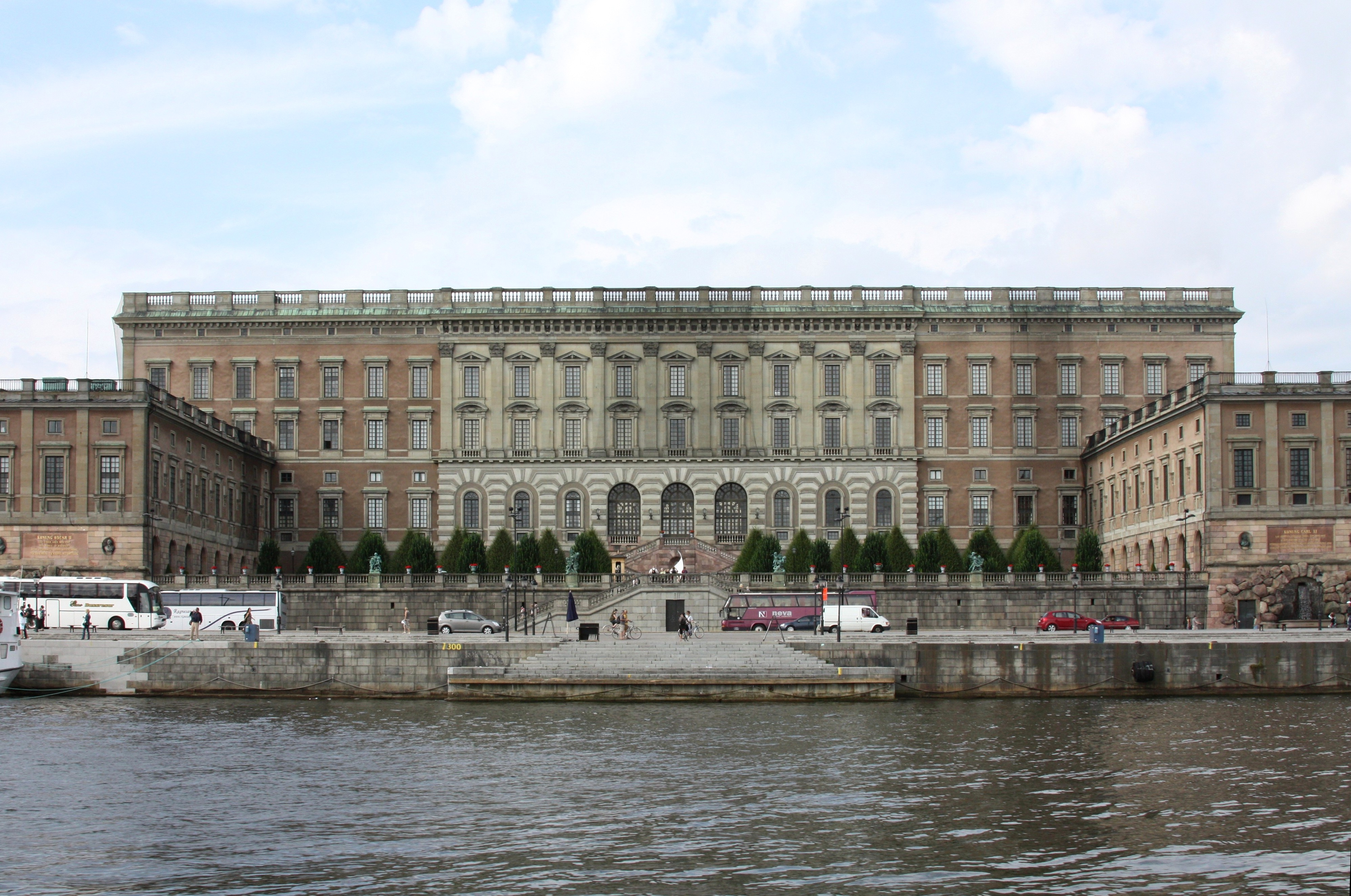
Palácio Real de Estocolmo século XVII Estocolmo
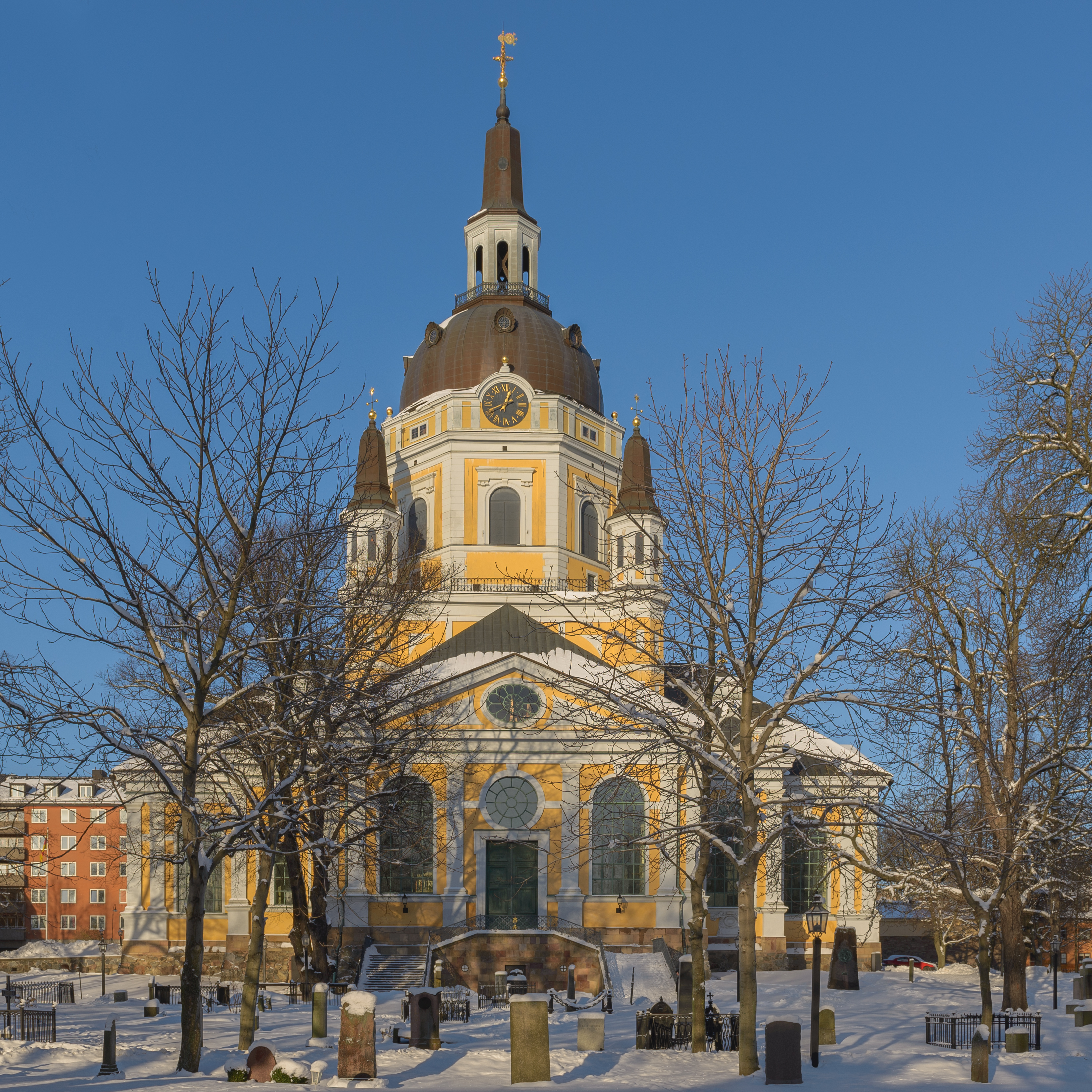
Igreja da Princesa Catarina século XVII Estocolmo

### Gustaviano
O estilo gustaviano é uma variante sueca, numa forma mais austera, na transição entre o rococó e o estilo neo-clássico. Marcou a arquitetura e a arte decorativa de interiores e móveis na Suécia, durante a época do rei Gustavo III. Georg Haupt foi um famoso desenhador de móveis, Jean Eric Rehn introduziu a arquitetura de interiores na Suécia, Carl Wilhelm Carlberg desenhou o Palácio de Gunnebo.

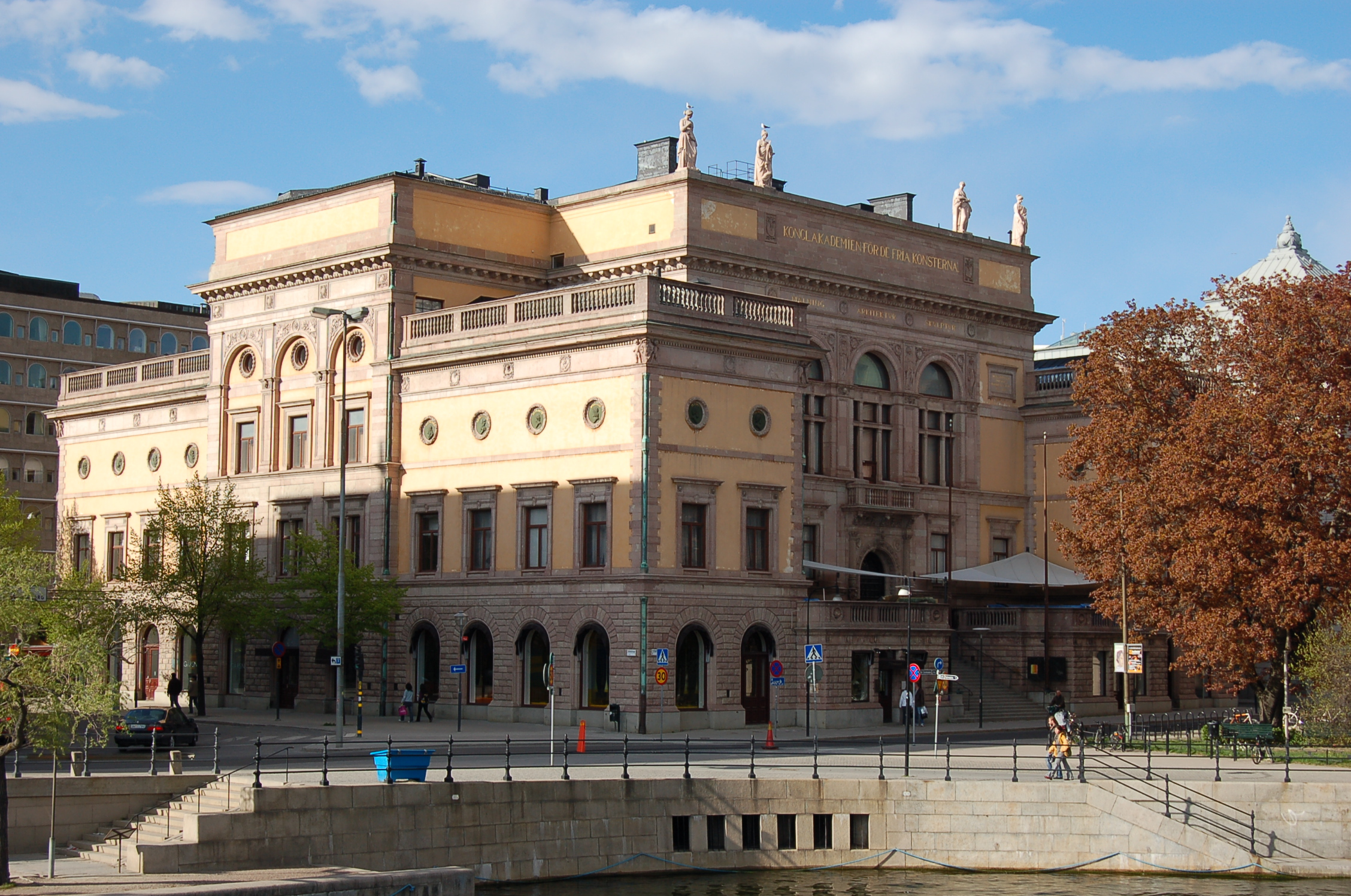
Academia Real de Artes da Suécia século XVIII Estocolmo
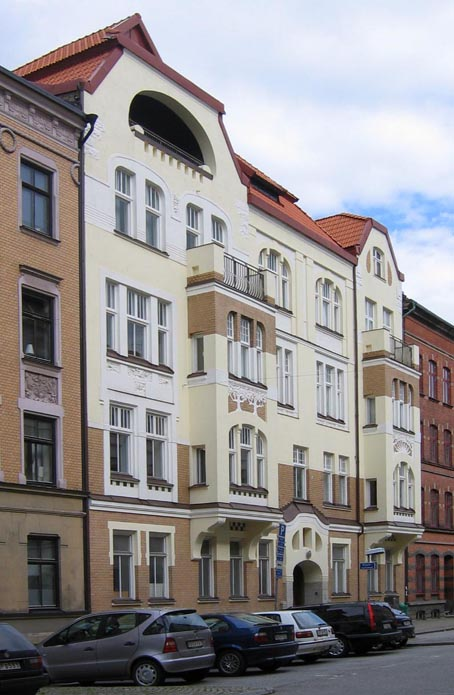
Rua Sturegatan em Malmo século XIX Malmo
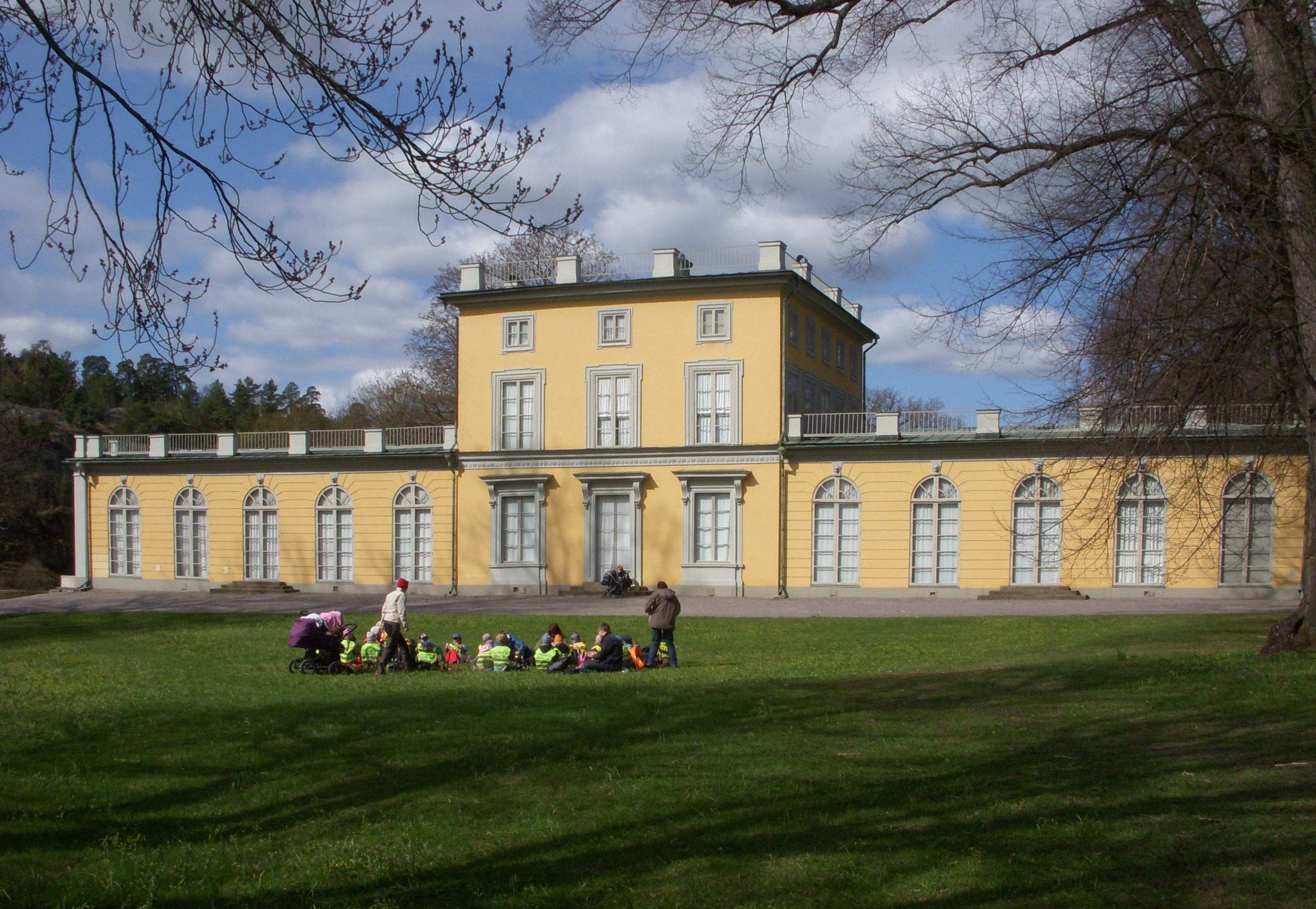
Pavilhão Real de Gustavo III século XVIII Solna

### Romantismo nacional e Jugend
O romantismo nacional (nationalromantik) enformou a arte arquitetônica de 1890 até à Primeira Guerra Mundial (1914-1918), realçando a herança cultural da Suécia, assim como a sua natureza e o seu mundo rural. O estilo Jugend - também conhecido em outros países como Art Nouveau - afirmou-se na Suécia desde 1896 até o princípio do século XX, como uma reação contra a banalização e superficialidade das imitações estilísticas.

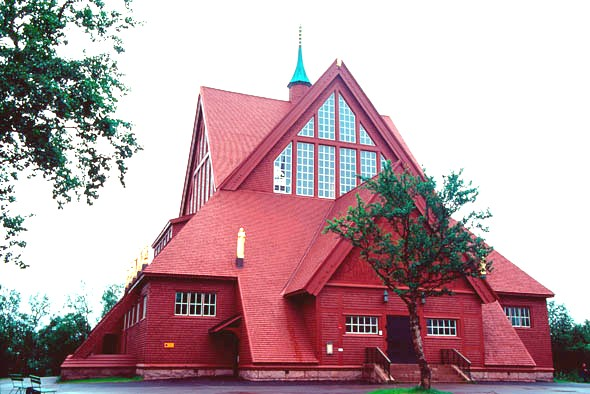
Igreja de Kiruna século XX Kiruna
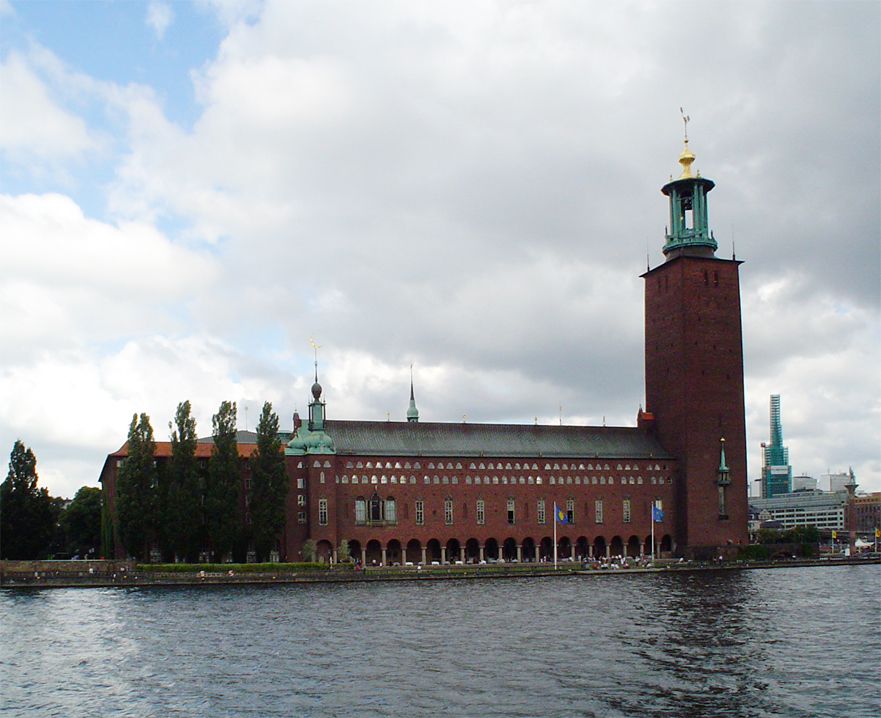
Conselho Municipal de Estocolmo século XX Estocolmo
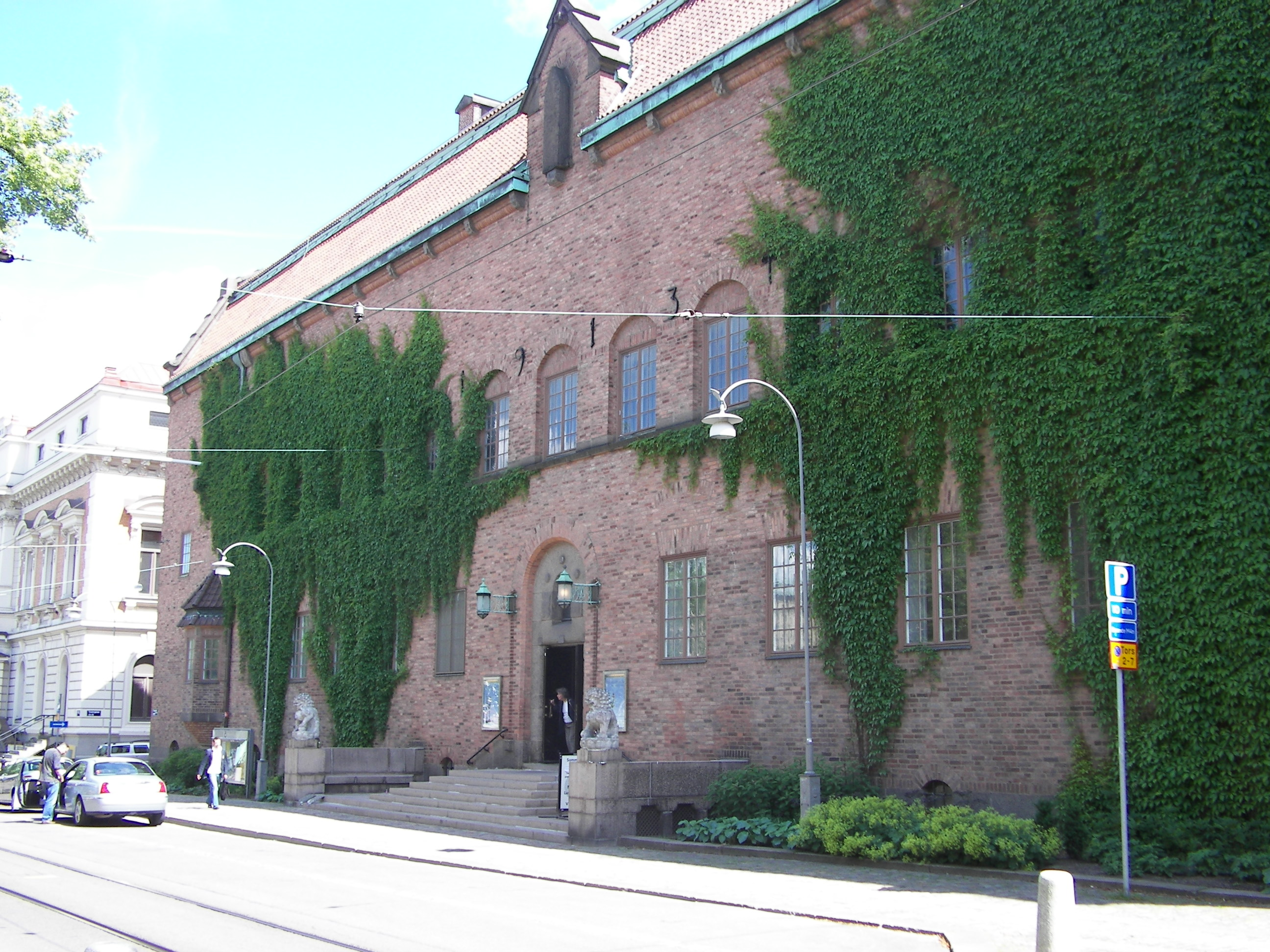
Museu Röhsska século XX Gotemburgo

### Classicismo nórdico
Como reação ao romantismo nacional, surgiu nas décadas de 1910 e 1920 o classicismo nórdico, com formas mais austeras e simples. Este novo estilo ficou conhecido internacionalmente como "Swedish Grace". A Biblioteca Municipal de Estocolmo e a Sala de Concertos de Estocolmo de Hötorget são dois expoentes desta época artística. Os arquitetos Ivar Tengbom e Erik Gunnar Asplund são dois representantes do classicismo nórdico.

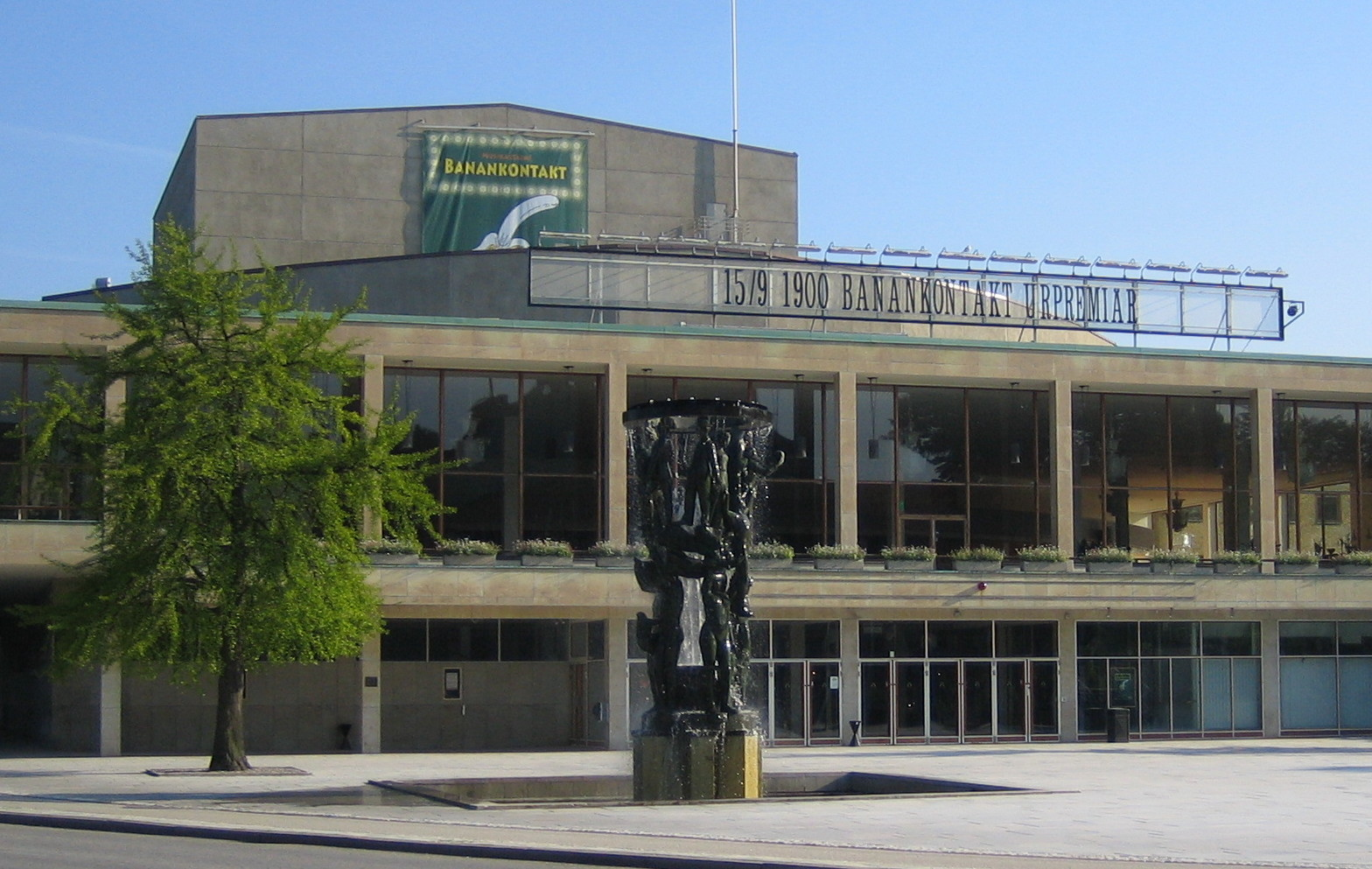
Teatro Municipal de Malmo século XX Malmo
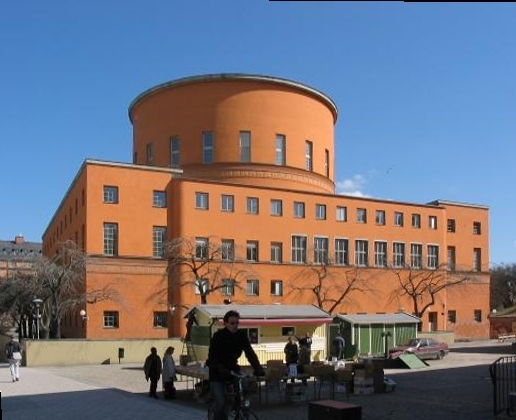
Biblioteca Municipal de Estocolmo século XX Estocolmo
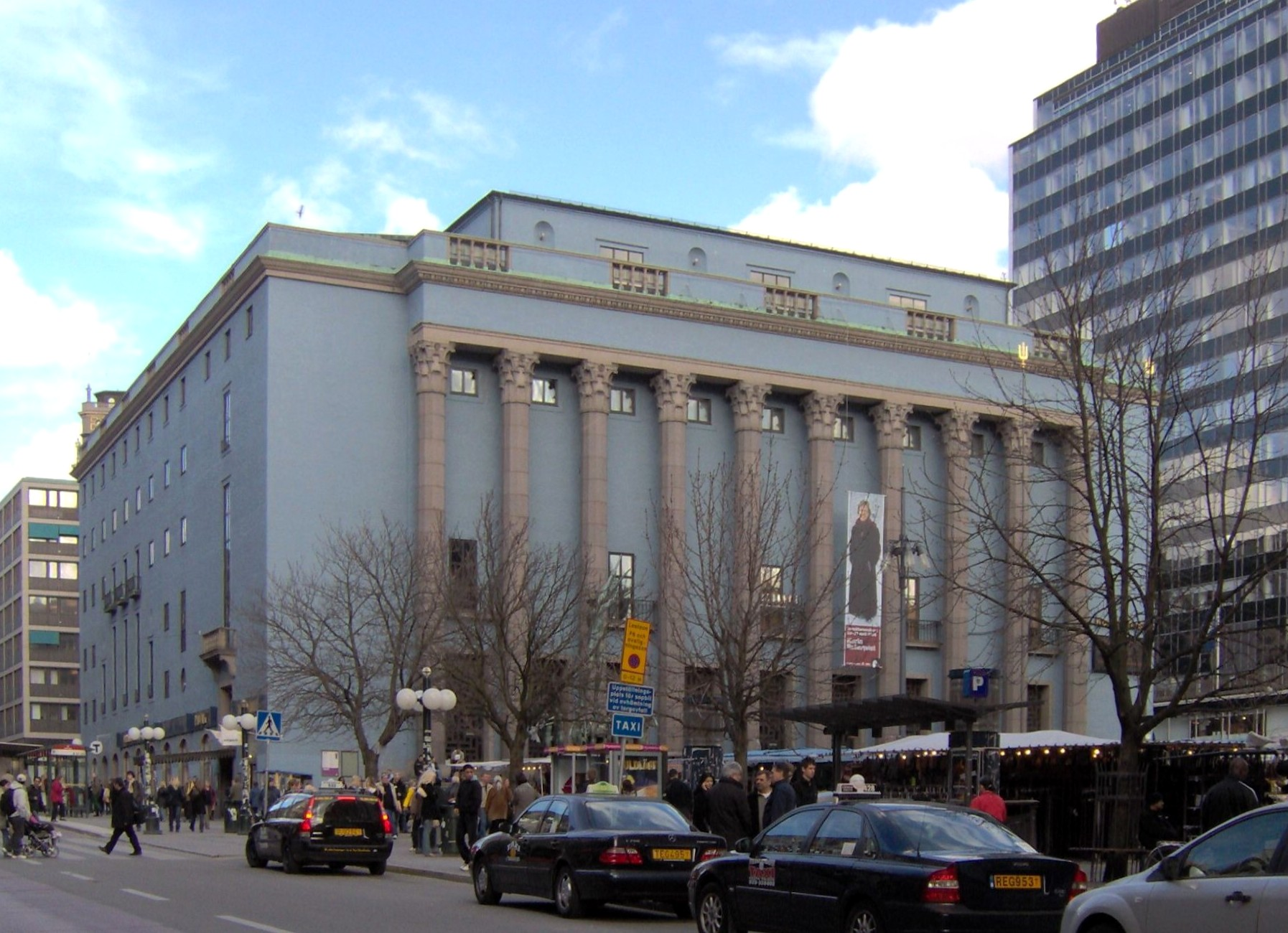
Sala de Concertos de Estocolmo século XX Estocolmo

### Funcionalismo
A variante sueca do estilo modernista recebeu o nome de funcionalismo. A função era mais importante do que a decoração, e os edifícios deviam ter "ar e luz". Novas soluções - rápidas e baratas - produziram construções monótonas e sem variação, com formas geométricas simples e fachadas lisas e sem decorações.

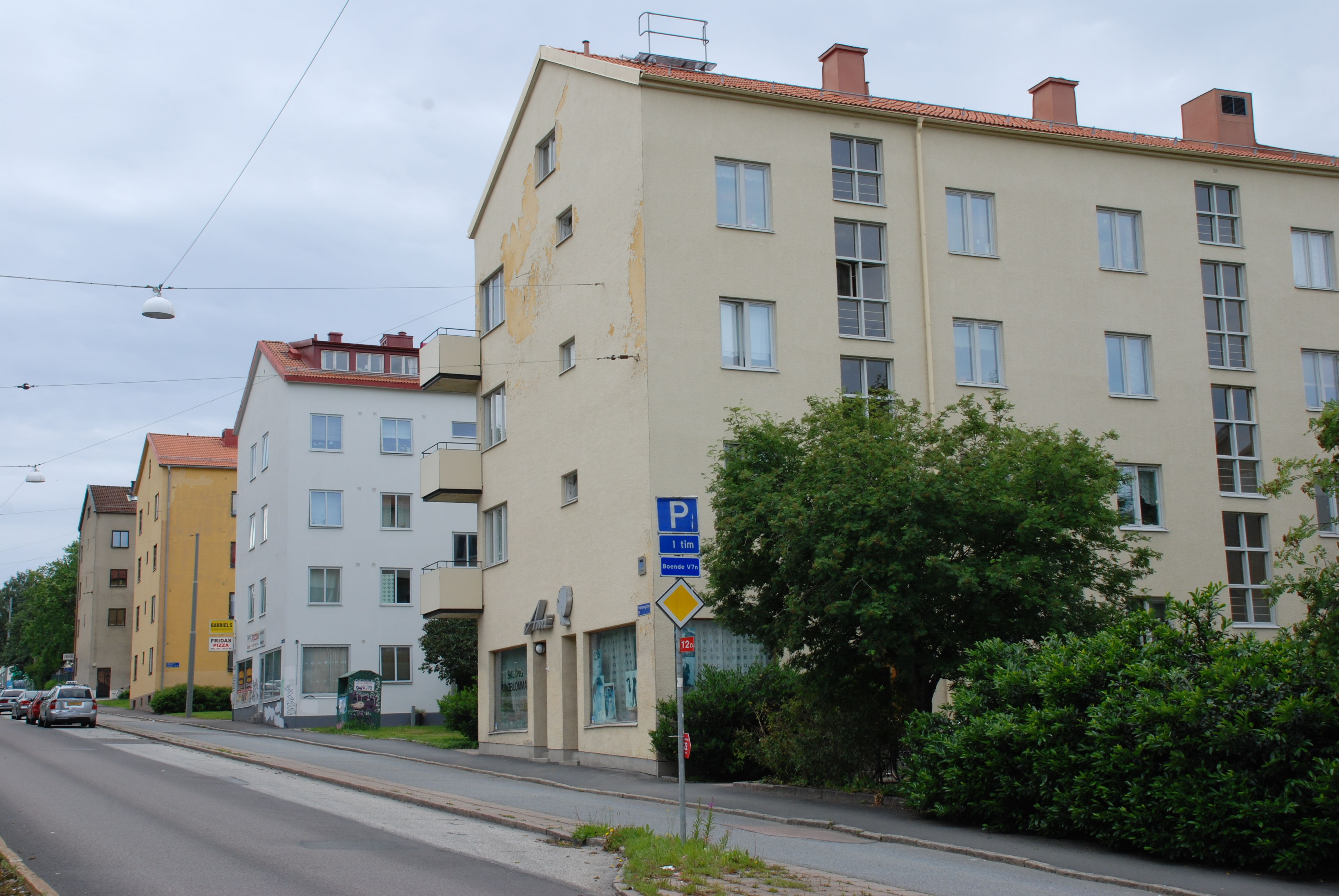
Bairro de Sandarna século XX Gotemburgo
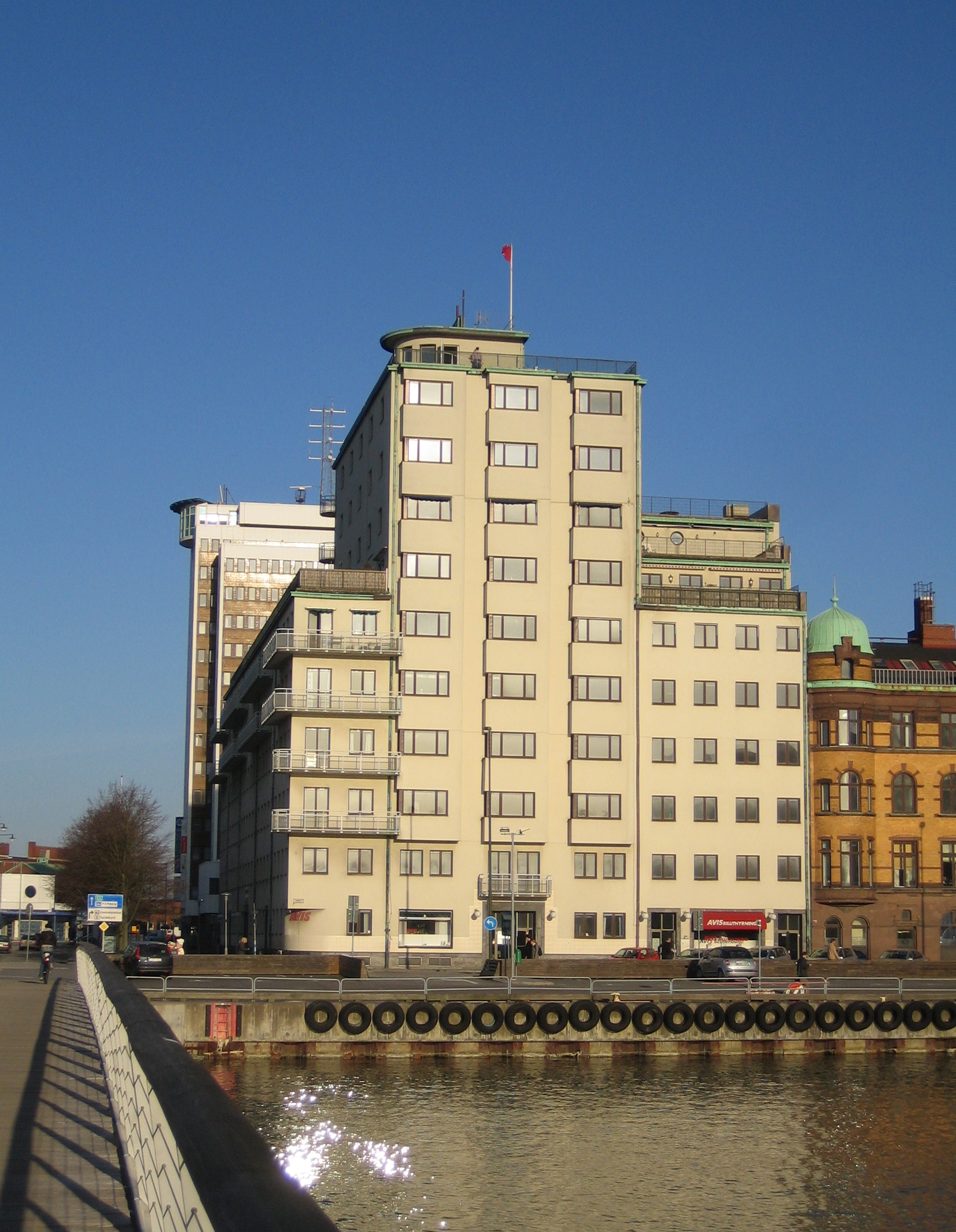
A Casa Kolga século XX Malmo
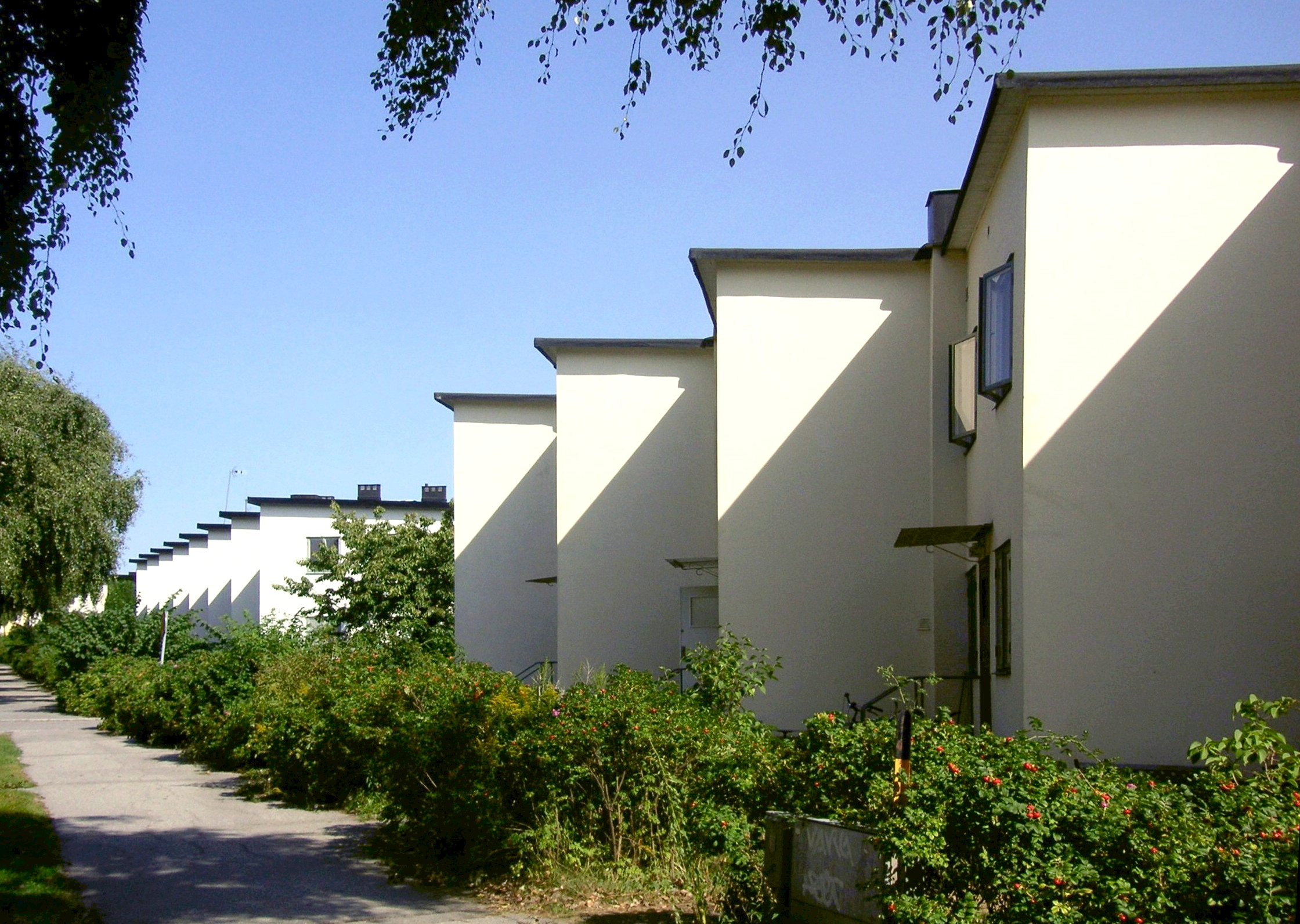
Rua Ålstensgatan século XX Bromma

### Arquitetura pós-moderna
A reação contra o modernismo conduziu ao pós-modernismo, por volta dos anos 70, com manifestações estilísticas muito variadas, combinando de forma "sui generis" elementos antigos e clássicos. O arquiteto Ralph Erskine é um dos autores desta nova época arquitetônica.

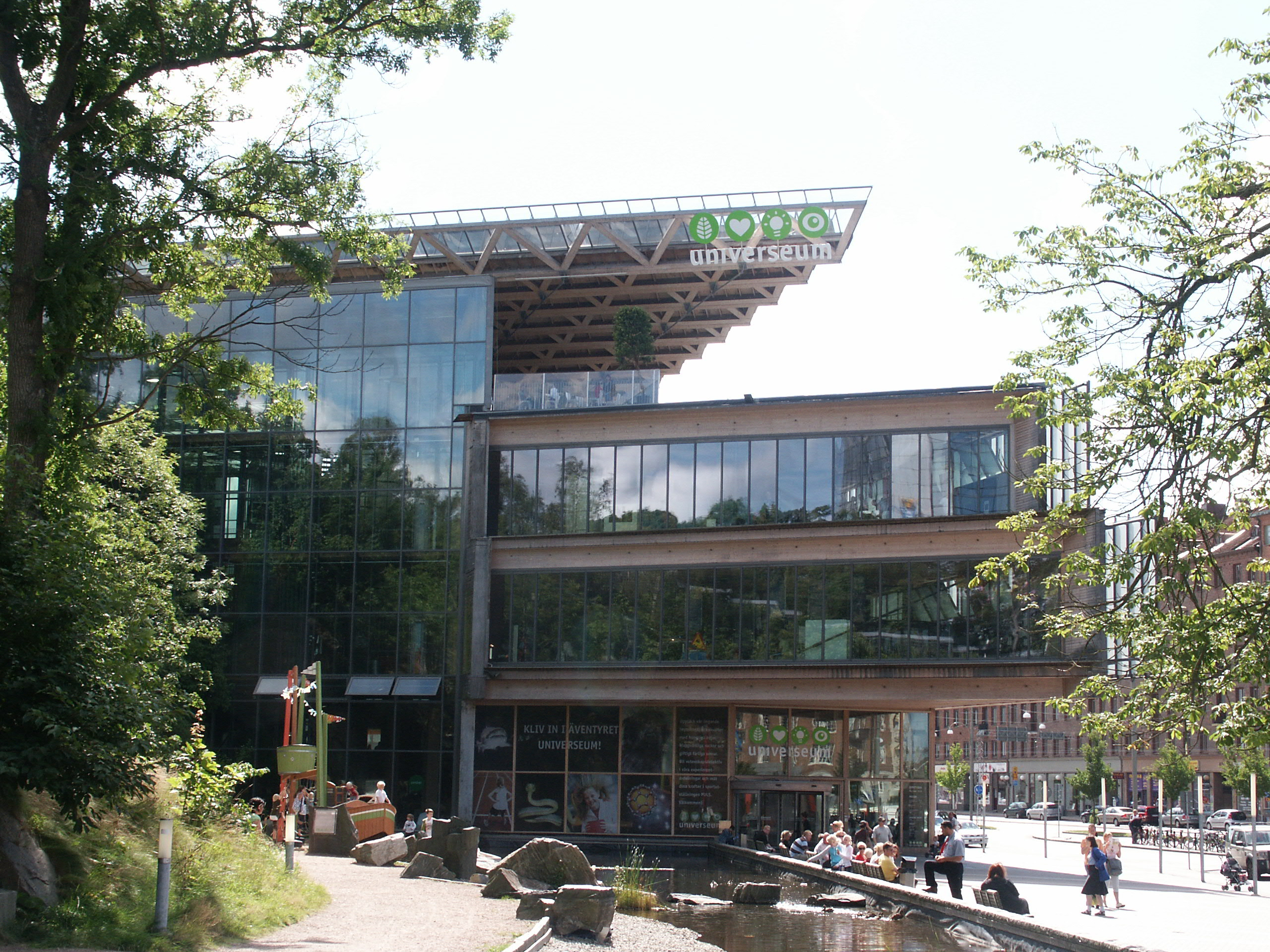
Universeum século XXI Gotemburgo
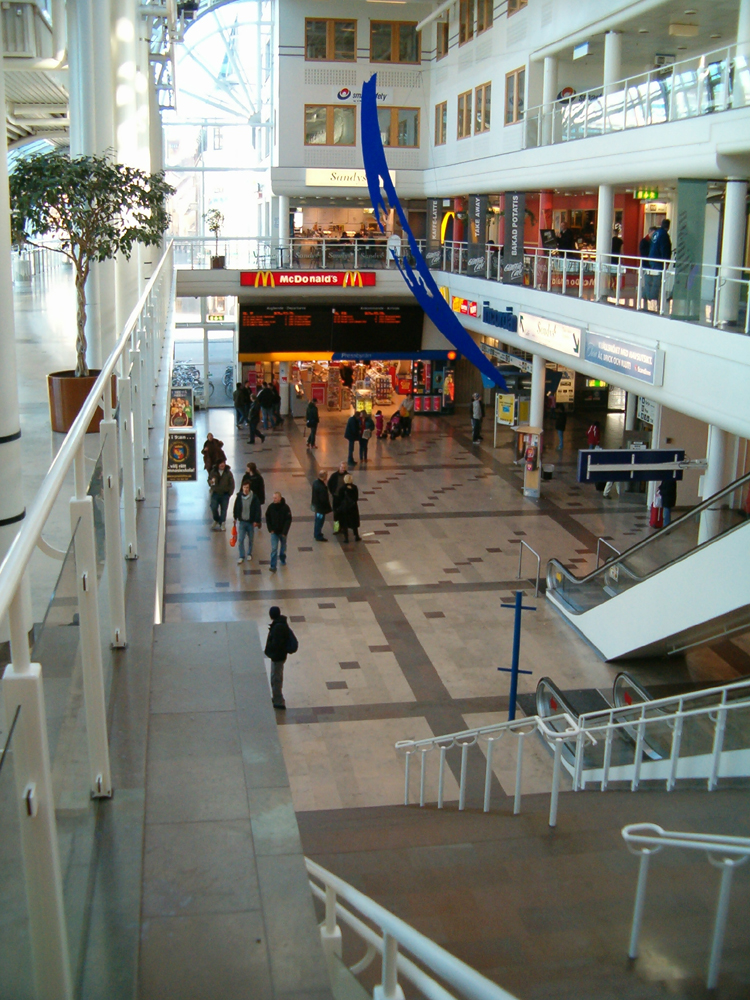
Knutpunkten século XX Helsingborg
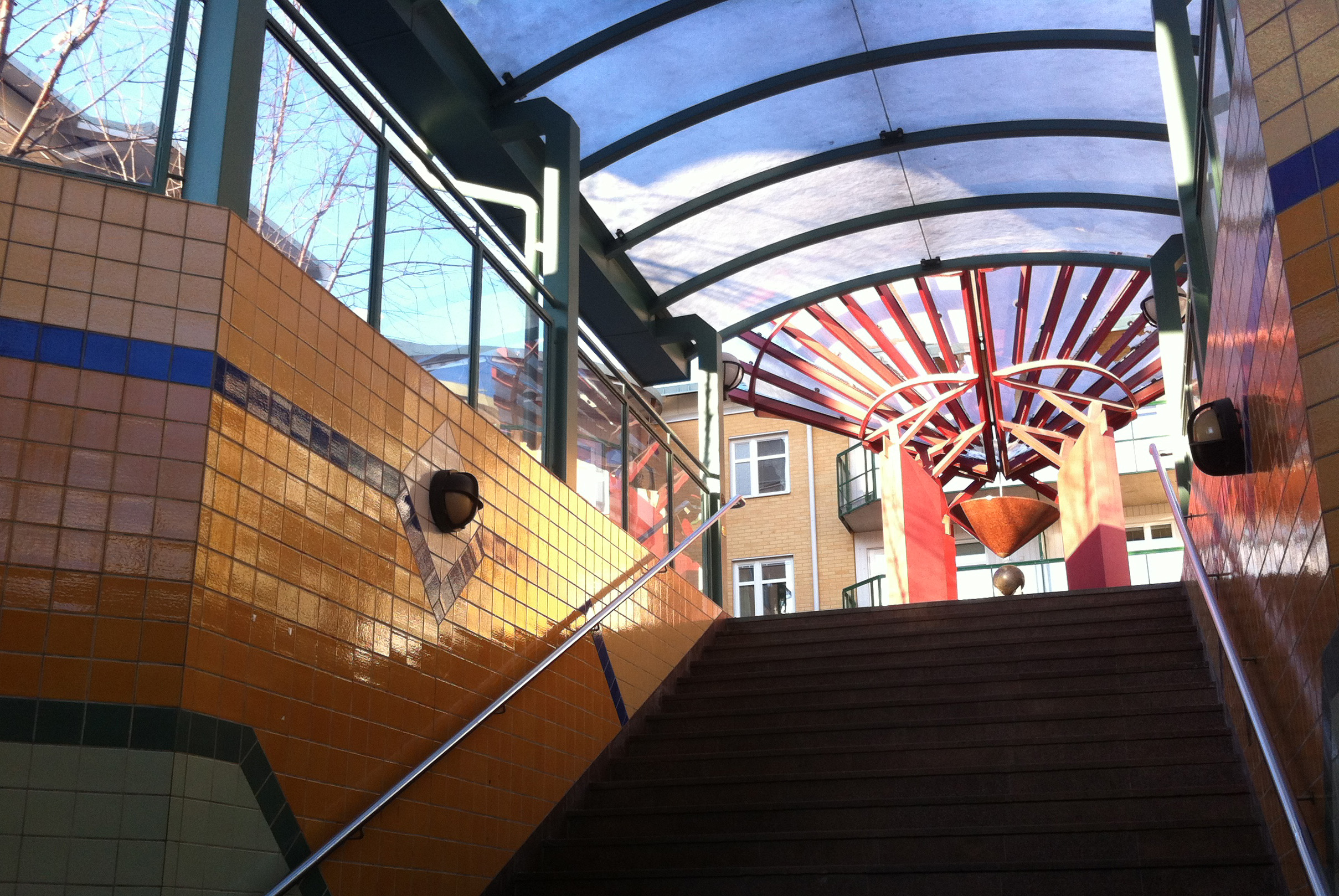
Erikslid século XX Skellefteå

## Arquitetos destacados
- Nicodemus Tessin (1654-1728)
- Nicodemus Tessin, o Velho
- Carl Fredrik Adelcrantz (1716-1796)
- Carl Bergsten
- Ferdinand Boberg (1846-1946)
- Gunnar Asplund (1885-1940)
- Raoul Wallenberg (1912-1947?)
- Gert Wingårdh (1951-)
- Ivar Tengbom
- Ragnar Östberg
- Ralph Erskine (1914-2005)